# 法荷航貨運
法國航空－荷蘭航空货运（法語：Air France-KLM Cargo）是是法荷航集团旗下子公司，总部位于巴黎夏尔·戴高乐国际机场，同時也是法國國家航空公司。